# NGC 1498
NGC 1498 é um sistema estelar triplo na direção da constelação de Eridanus. O objeto foi descoberto pelo astrônomo William Herschel em 1784, usando um telescópio refletor com abertura de 18,6 polegadas. 